# Neuseeländische Badmintonmeisterschaft 1929
Die Neuseeländische Badmintonmeisterschaft 1929 fand in Auckland statt. Es war die dritte Austragung der Badmintonmeisterschaften von Neuseeland. 

## Titelträger
| Disziplin    | Sieger                 |
| ------------ | ---------------------- |
| Herreneinzel | J. R. Southon          |
| Dameneinzel  | A. Ellett              |
| Herrendoppel | T. Kelly J. G. McLean  |
| Damendoppel  | E. Hetley F. N. Harvey |
| Mixed        | T. Kelly A. Ellett     |